# Yên Lập
Yên Lập là một huyện miền núi thuộc tỉnh Phú Thọ, Việt Nam.

## Địa lý
Huyện Yên Lập nằm ở phía tây tỉnh Phú Thọ, có địa bàn trải dài theo hướng tây bắc - đông nam và có vị trí địa lý:
- Phía đông giáp huyện Cẩm Khê và huyện Tam Nông
- Phía tây giáp huyện Tân Sơn và huyện Văn Chấn, tỉnh Yên Bái
- Phía nam giáp huyện Thanh Sơn
- Phía bắc giáp huyện Hạ Hòa.

## Dân số
Dân số tính đến năm 2019 là 92.858 người. 5% dân số theo đạo Thiên Chúa.

## Lịch sử
Trước đây, huyện Yên Lập thuộc phủ Quy Hóa, trấn Hưng Hóa (năm 1831 đổi là tỉnh Hưng Hóa). 
Từ năm 1903 thuộc tỉnh Phú Thọ.
Theo quyết định số 178-CP ngày 5 tháng 7 năm 1977 của Hội đồng Chính phủ Việt Nam, huyện Yên Lập sáp nhập với huyện Cẩm Khê và 10 xã của huyện Hạ Hoà ở phần hữu ngạn sông Thao (sông Hồng) thành huyện Sông Thao.
Ngày 22 tháng 12 năm 1980, Hội đồng Chính phủ tách huyện Sông Thao thành 2 huyện Yên Lập và Sông Thao. Khi vừa tái lập, huyện Yên Lập có 17 xã: Đồng Lạc, Đồng Thịnh, Hưng Long, Lương Sơn, Minh Hòa, Mỹ Lung, Mỹ Lương, Nga Hoàng, Ngọc Đồng, Ngọc Lập, Phúc Khánh, Tân Long, Thượng Long, Trung Sơn, Xuân An, Xuân Thủy, Xuân Viên. 
Ngày 28 tháng 5 năm 1997, chuyển xã Tân Long thành thị trấn Yên Lập, huyện Yên Lập.
Huyện Yên Lập có 1 thị trấn và 16 xã như hiện nay.

## Hành chính
Huyện Yên Lập có 17 đơn vị hành chính cấp xã trực thuộc, bao gồm thị trấn Yên Lập (huyện lỵ) và 16 xã: Đồng Lạc, Đồng Thịnh, Hưng Long, Lương Sơn, Minh Hòa, Mỹ Lung, Mỹ Lương, Nga Hoàng, Ngọc Đồng, Ngọc Lập, Phúc Khánh, Thượng Long, Trung Sơn, Xuân An, Xuân Thủy, Xuân Viên.